# Smokey Stover
Smokey Stover är en amerikansk tecknad serie, tillika namnet på dess huvudfigur. Serien tecknades av Bill Holman från 1935 till 1973. Smokey Stover är brandman vars favorituttrycket är "Where there's foo there's fire". Han kallar sig själv "foo fighter" snarare än "firefighter", vilket givit upphov till uttrycket foo fighters.